# 片岡憲彦
片岡 憲彦（かたおか のりひこ、1954年（昭和29年）9月8日 - ）は、日本の政治家。元愛知県常滑市長（3期）。

## 来歴
愛知県常滑市出身。1977年（昭和52年）3月、愛知工業大学工学部卒業。同年4月、常滑市役所に採用される。2006年（平成18年）4月、環境経済部商工観光課課長補佐となる。自治労県本部書記長を務める。
常滑市長を4期務めた石橋誠晃の引退を受けて、2007年（平成19年）10月に市役所を退職し、同年11月18日に行われた市長選に立候補。石橋を後援会長にした組織力を背景に、前市議の中村勤、元県議の杉江秀一、元市議の山本幸治らとの激戦を勝ち抜き初当選した（片岡7,881票、中村5,009票、杉江4,917票、山本4,909票）。12月1日に市長就任。
2011年（平成23年）、再選。2015年（平成27年）、3選。
2019年（平成31年）1月24日、11月の任期満了を待たず辞職して引退する意向を明らかにした。市長選を4月21日の統一地方選挙に前倒しして市議選と同日実施するため。前回選挙の投票率が過去最低の29.19％であったことについて「ショックだった。市長選を統一選に合わせることで、政治に関心を持ってもらう」と記者会見で述べた。市長選に際しては自民党県議の伊藤辰矢を後継指名し、伊藤の後援会長に就任した。4月25日に退任。
2024年（令和6年）11月の秋の叙勲において、旭日小綬章を受章した。